# Joakim Nilsson (football, 1994)
Pour les articles homonymes, voir Joakim Nilsson (homonymie).
Jörgen Joakim Nilsson, abrégé Joakim Nilsson, né le 6 février 1994 à Härnösand en Suède, est un footballeur international suédois. Il évolue au poste de défenseur central au St. Louis City SC en MLS.

## Biographie

### En club
Joakim Nilsson rejoint le club d'Elfsborg au début de l'année 2016.
Le 11 juillet 2019, Joakim Nilsson rejoint l'Allemagne en s'engageant avec l'Arminia Bielefeld pour un contrat de trois ans.
Le 1er juin 2022, Nilsson s'engage au St. Louis City SC qui prépare sa saison inaugurale en Major League Soccer en 2023, il est alors prêté à l'équipe réserve de MLS Next Pro pour le reste de la saison 2022.

### En sélection
Joakim Nilsson représente l'équipe de Suède des moins de 19 ans. Avec cette sélection il joue un total de six matchs, tous en 2013.
Il débute sous le maillot de l'équipe de Suède le 6 janvier 2016 lors d'un match amical contre l'Estonie.
Il participe aux Jeux Olympiques en 2016 avec la Suède. Lors du tournoi olympique organisé au Brésil, il joue deux matchs : contre la Colombie, et le Nigeria.

## Statistiques
| Saison                | Club                  | Championnat           | Championnat | Championnat | Coupe(s) nationale(s) | Coupe(s) nationale(s) | Suède | Suède | Total | Total |
| Saison                | Club                  | Division              | M.          | B.          | M.                    | B.                    | M.    | B.    | M.    | B.    |
| 2012                  | GIF Sundsvall         | Allsvenskan           | 0           | 0           | 1                     | 0                     | -     | -     | 1     | 0     |
| 2013                  | GIF Sundsvall         | Superettan            | 2           | 0           | 2                     | 0                     | -     | -     | 4     | 0     |
| 2014                  | GIF Sundsvall         | Superettan            | 8           | 0           | 0                     | 0                     | -     | -     | 8     | 0     |
| 2015                  | GIF Sundsvall         | Allsvenskan           | 20          | 2           | 1                     | 0                     | -     | -     | 21    | 2     |
| Sous-total            | Sous-total            | Sous-total            | 30          | 2           | 4                     | 0                     | -     | -     | 34    | 2     |
| 2016                  | IF Elfsborg           | Allsvenskan           | 20          | 0           | 5                     | 0                     | 1     | 0     | 26    | 0     |
| 2017                  | IF Elfsborg           | Allsvenskan           | 27          | 4           | 3                     | 2                     | -     | -     | 30    | 6     |
| 2018                  | IF Elfsborg           | Allsvenskan           | 27          | 1           | 0                     | 0                     | -     | -     | 27    | 1     |
| 2019                  | IF Elfsborg           | Allsvenskan           | 10          | 0           | 0                     | 0                     | -     | -     | 10    | 0     |
| Sous-total            | Sous-total            | Sous-total            | 84          | 5           | 8                     | 2                     | 1     | 0     | 93    | 7     |
| 2019-2020             | Arminia Bielefeld     | 2.Bundesliga          | 29          | 1           | 2                     | 0                     | -     | -     | 31    | 1     |
| 2020-2021             | Arminia Bielefeld     | Bundesliga            | 25          | 0           | 1                     | 0                     | -     | -     | 26    | 0     |
| 2021-2022             | Arminia Bielefeld     | Bundesliga            | 31          | 2           | 1                     | 1                     | -     | -     | 32    | 3     |
| Sous-total            | Sous-total            | Sous-total            | 85          | 3           | 4                     | 1                     | 0     | 0     | 89    | 4     |
| 2022                  | St. Louis City SC 2   | MLS Next Pro          | 0           | 0           | -                     | -                     | 3     | 0     | 3     | 0     |
| 2023                  | St. Louis City SC     | MLS                   | 0           | 0           | 0                     | 0                     | -     | -     | 0     | 0     |
| Total sur la carrière | Total sur la carrière | Total sur la carrière | 198         | 10          | 15                    | 3                     | 4     | 0     | 217   | 13    |